# Dukinfield
Dukinfield is een plaats in het bestuurlijke gebied Tameside, in het Engelse graafschap Greater Manchester. De plaats telt 17.917 inwoners.

## Geboren
- Tony Brooks (1932-2022), Formule 1-coureur
- Shirley Stelfox (1941-2015), actrice

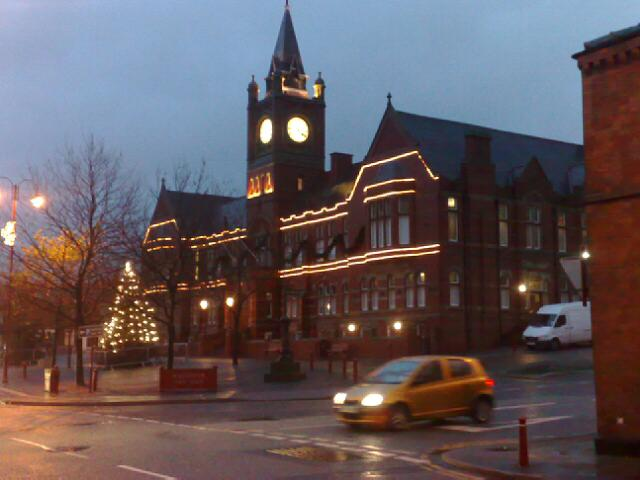
Het stadhuis de Dukinfield